# Газовий балончик

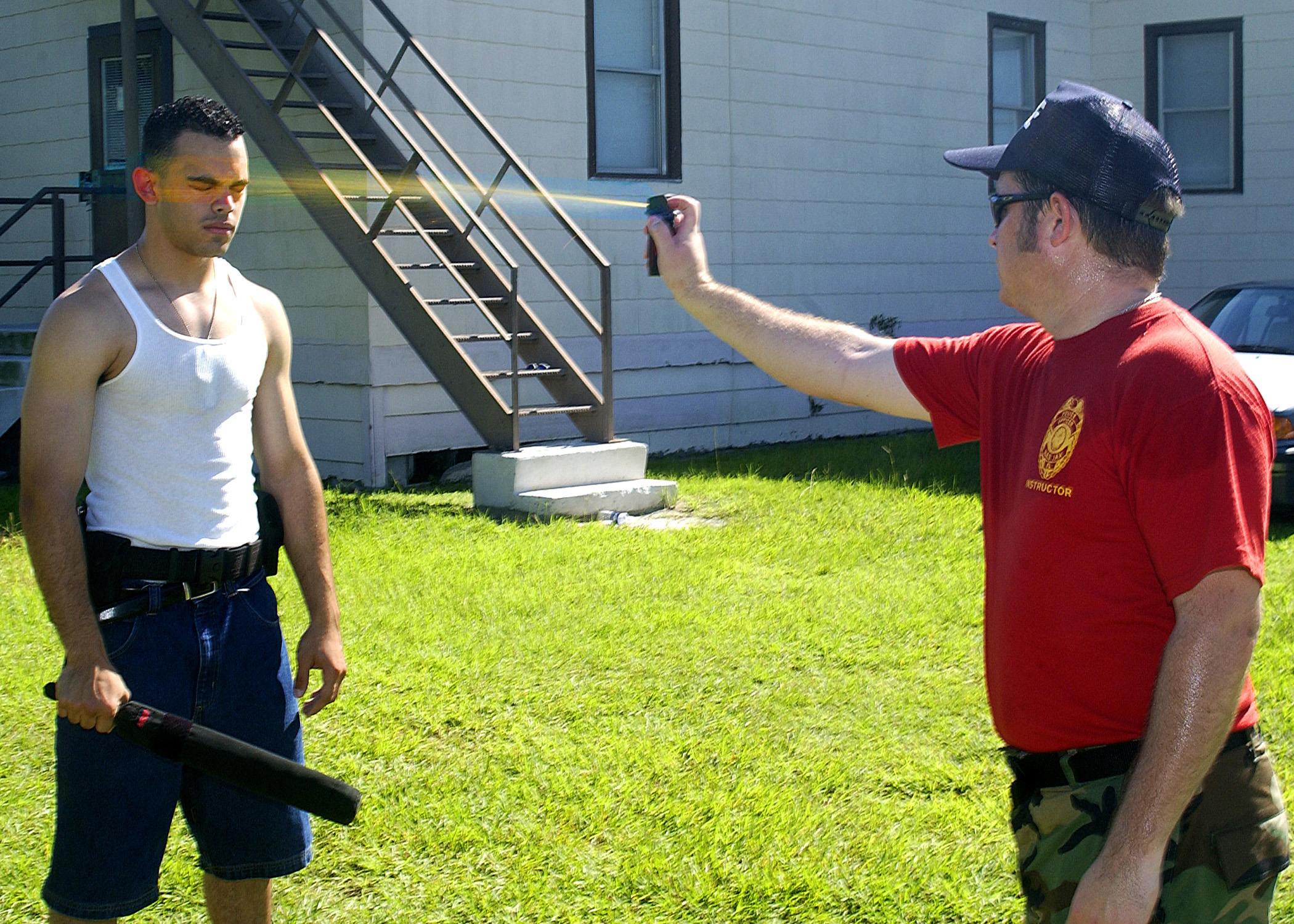
Застосування газового балончика

Газовий балончик  — легальний засіб самозахисту у вигляді ємності (балончика), який наповнений речовиною-іритантом, що при потраплянні в очі нападника викликає сильне, але тимчасове подразнення очей. Нападник втрачає здатність нападати на час від 3 хвилин до пів години. Газові балончики є основним і найпопулярнішим засобом самооборони у світі, рекомендованим для самооборони більшістю правоохоронних відомств країн. Хоча трапляються і винятки в деяких країнах, коли газові балончики є забороненими, майже всі ці країни мають авторитарний (чи тоталітарний) політичний режим.

## Класифікація
Газові балончики поділяються на чотири основні види: аерозольні, струменеві, пінні та  гелеві. Аерозольні розпилюють вражаючу речовину, створюючи широку хмару і широкий діаметр контакту вражаючої речовини, завдяки чому вам буде найлегше поцілити в агресора. Що особливо зручно для застосування, до того ж, аерозольні балончики мають максимальний респіраторний ефект, що означає, що агресор вдихне всередину значно більше вражаючої рідини, тим самим значно посилюючи дію подразнюючої речовини. До мінусів можна віднести фактичну неможливість безпечного застосування в замкнутих приміщеннях, а також неспроможність безпечного застосування при наявності вітру. Також для аерозольних балончиків чутливість до низьких температур, невелика ефективна дистанція.
Струменеві випускають струмінь рідини, яка містить вражаючий іритант. Для ефективного застосування струмінь повинен потрапити в обличчя супротивника, бажано в очі, ніс або рот, ідеально — на слизові оболонки. З переваг можна відзначити велику дистанцію ураження (до З метрів), велику ефективність за умови якісного виконання, великий вміст діючої речовини, а також стійкість до низьких температур.
Пінні являють собою невелику подобу вогнегасників з піною, що містить вражаючу речовину. При розпилюванні пінного газового балончика вміст балончика викидається у вигляді вузької струменя, а потрапляючи на тверду поверхню спінюється збільшуючись в обсязі і утворюючи своєрідну «шапку».
Переваги та недоліки ідентичні струменевим газовим балончикам з деякими умовами. По-перше, піна у балончиках такого типу не тільки вражає органи чуття, а й заліплює обличчя (при точному попаданні) і перекриває огляд, до того ж, в них збільшена дистанція влучання. Головний же недолік полягає в тому, що такий тип газових балончиків вимагає значної точності в застосуванні.
Аналогічно пінним, гелеві балончики — це найостанніше покоління газових балончиків; вражаючою речовиною в них виступає гель, що є густим і тягучим. Після потраплення в очі нападника його складніше змити. Гелеві балончики не  мають респіраторного ефекту, проте за рахунок цього їх можна застосовувати у приміщеннях і в вітряну погоду. Ефективна дистанція застосування становить до трьох метрів. Гелеві газові балончики можливо застосовувати, в будь-якому положенні — і під нахилом, і навіть коли балон знаходиться у перевернутому стані.

## Газові балончики українського виробництва
- «Кобра»
- «Перець»